# Forn de calç del Quelet
El Forn de calç del Quelet és una obra de Bellver de Cerdanya (Baixa Cerdanya) inclosa a l'Inventari del Patrimoni Arquitectònic de Catalunya.

## Descripció
Forn de calç situat als voltants de Cal Quelet, darrere d'un forn de ciment.
Es troba pràcticament ensorrat i cobert de terra. Aprofitava el desnivell del terreny, vora un planell.